# Torrile
Torrile (Toril in dialetto parmigiano) è un comune italiano sparso di 7 696 abitanti della provincia di Parma in Emilia-Romagna, nella zona nord-orientale della bassa parmense. La sede comunale non si trova nella località omonima ma nella frazione di San Polo, la zona più popolosa del territorio, sede delle maggiori industrie, dove è presente anche la stazione ferroviaria.
Il comune fa parte dell'Unione Bassa Est Parmense.

## Geografia fisica
Il territorio comunale sorge in posizione pianeggiante, nella bassa parmense, ed è attraversato da sud a nord dal torrente Parma, oltre che da alcuni canali, tra cui il Lorno, il Galasso, il Naviglio e altri minori. Il capoluogo sorge alla quota di 32 m s.l.m. sulla riva sinistra del torrente, mentre la più popolosa San Polo, sede comunale, è collocata sulla destra.

## Storia
La zona di Torrile risultava abitata già in età romana, come testimoniato dal rinvenimento nel capoluogo di una lastra marmorea, nota come stele dei Lucrezi, risalente al 98 d.C. e conservata al museo archeologico nazionale di Parma; nel tempo furono scoperti nel territorio comunale altri reperti dell'epoca, tra cui un tratto di strada nei pressi di San Polo e una fornace a Bezze.
Il borgo di Torrile fu fondato in epoca medievale; la più antica testimonianza della sua esistenza risale al 1187, quando la l'Ecclesiam S. Blasii de Turrile fu menzionata in una bolla di papa Gregorio VII tra i numerosi beni di cui il pontefice confermò il possesso alle benedettine del monastero di San Paolo di Parma.
Un anno dopo, il 7 settembre 1188, Turrile fu citata in un documento notarile di permuta di alcuni beni.
Il territorio era all'epoca soggetto all'autorità episcopale di Parma, che mantenne vaste proprietà nella zona per vari secoli.
Alla fine del XIII secolo la famiglia ghibellina dei Baldichini possedeva un castello a Rivarolo e una casaforte a Torrile, ove deteneva anche vari terreni e abitazioni; nel 1297 il Comune di Parma, di fazione guelfa, fece distruggere le due fortificazioni e statuì che non dovessero essere mai più ricostruite.
Buona parte del territorio, nonostante le opere di bonifica realizzate dai benedettini a partire dal Medioevo, risultò per secoli poco ospitale per l'uomo, in quanto si mantennero a lungo vaste le zone paludose o ricoperte da fitte boscaglie; frequenti risultavano infatti le alluvioni del torrente Parma, che in occasione delle più violente piene spostò ripetutamente il suo alveo, distruggendo i centri abitati collocati nei suoi pressi. Di conseguenza, i terreni che garantirono per secoli un reddito sicuro furono prevalentemente le risaie, benché malsane per gli abitanti, in quanto favorivano la diffusione di malattie come la malaria e la pellagra; a Gainago le ultime risaie furono bonificate soltanto agli inizi del XIX secolo dalle cinque famiglie nobili proprietarie dei terreni in zona.
Nei secoli il territorio fu più volte devastato anche da vari eserciti durante i numerosi scontri che insanguinarono il Parmense soprattutto nel Medioevo. Torrile, insieme ai borghi vicini, fu depredata nel 1334, in occasione degli scontri tra guelfi e ghibellini per il controllo di Parma. Il villaggio fu nuovamente devastato nel 1420 dalle truppe di Niccolò Guerriero, Guido Torelli e Cecco da Montagnana, intenzionate a restituire la città, conquistata nel 1409 dal marchese di Ferrara Niccolò III d'Este, al duca di Milano Filippo Maria Visconti.
In seguito alla nascita del ducato di Parma e Piacenza intorno alla metà del XVI secolo, i Farnese fecero edificare nella zona di Torrile alcune fattorie ducali, mentre agli inizi del XVII secolo, dopo la ristrutturazione del palazzo di Colorno, crearono sul luogo di un vasto querceto di proprietà statale il "Bosco Ducale di Torrile", che, destinato a riserva di caccia per la famiglia, nella seconda metà del XVIII secolo fu direttamente collegato alla reggia attraverso una strada progettata dall'ingegnere ducale Francesco De Real de la Motte de Mongeot. In seguito all'annessione del Ducato all'Impero francese, le piante furono estirpate e il territorio fu trasformato in un'estesa area coltivata.
In seguito Torrile divenne capoluogo di comune, ma la collocazione della sede municipale, per alcuni anni posta all'interno della villa Rossi di Gainago, residenza del sindaco, fu oggetto di contesa con San Polo, ove successivamente fu spostata; soprattutto nel secondo dopoguerra, la frazione conobbe un notevole sviluppo, favorito dalla posizione lungo la trafficata strada statale 343 Asolana e la ferrovia Brescia-Parma e dalla breve distanza rispetto alla città di Parma; sorsero così ai poli della frazione due ampi quartieri industriali.

### Simboli
Lo stemma e il gonfalone sono stati concessi con decreto del presidente della Repubblica del 10 gennaio 1951. 
Il gonfalone è un drappo di azzurro.

## Monumenti e luoghi d'interesse

### Architetture religiose

#### Chiesa di San Biagio

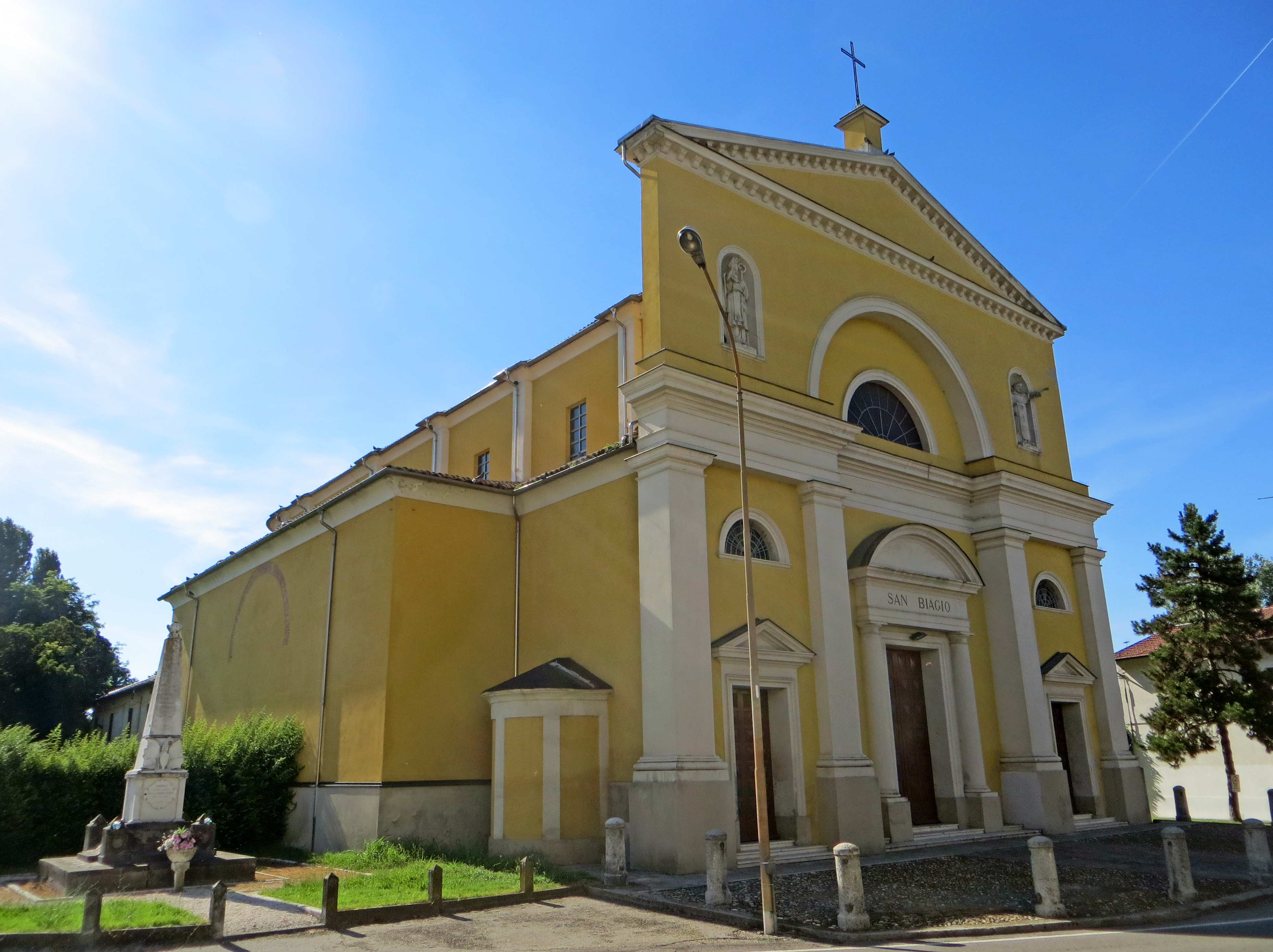
Chiesa di San Biagio

Menzionata per la prima volta nel 1187 in una bolla pontificia, la chiesa romanica originaria fu elevata a sede di priorato nel 1741; abbattuta nel 1822 conservando solo l'antico campanile, fu completamente ricostruita in forme neoclassiche entro il 1839 su progetto dell'architetto Pietro Cugini; decorata internamente nel 1877, fu dotata della facciata nel 1903; solennemente consacrata il 4 agosto 1922, nel 1964 fu restaurata esternamente. L'edificio, sviluppato su una pianta a tre navate affiancate da due cappelle per lato, presenta una monumentale facciata a capanna intonacata, suddivisa inferiormente da quattro paraste doriche e dominata da un frontone triangolare di coronamento; sulla destra si erge sul fondo la torre campanaria medievale in laterizio; all'interno l'aula è scandita da una serie di arcate a tutto sesto, rette da massicci pilastri; il presbiterio absidato, affrescato sulle volte, accoglie sul fondo l'altare maggiore ottocentesco in stucco con ancona; nelle cappelle sono conservate tre sculture in terracotta e in cartapesta, risalenti al XVII e al XIX secolo.

#### Pieve di San Giovanni Battista a Gainago

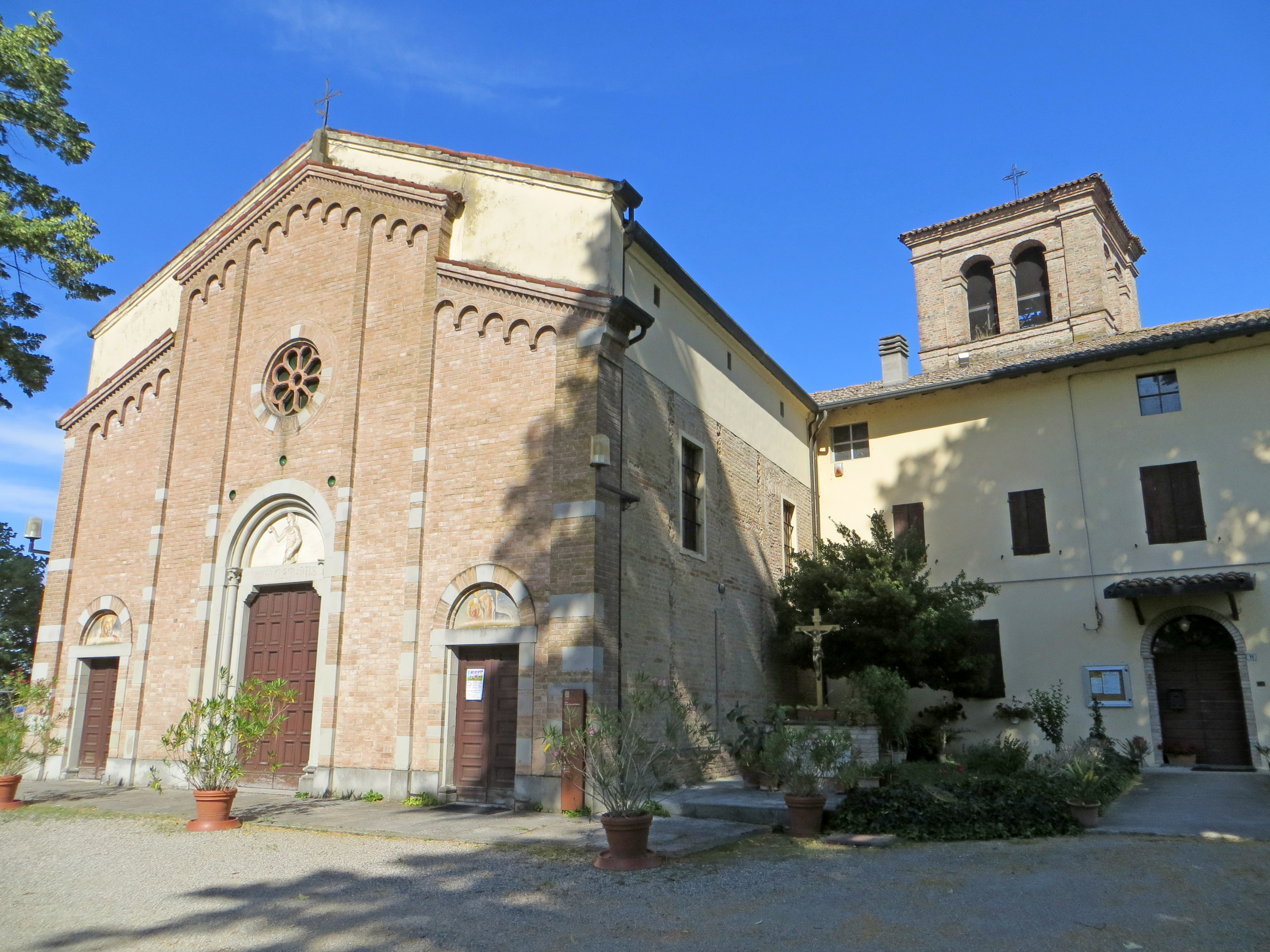
Pieve di San Giovanni Battista a Gainago

Menzionata per la prima volta nel 1144 tra le dipendenze dell'abbazia di San Giovanni Evangelista di Parma, la cappella originaria di Gainago ottenne lo jus plebanale nel 1298, grazie all'intervento del cardinale Gerardo Bianchi, che negli anni seguenti la fece ricostruire in forme romaniche su un impianto basilicale; radicalmente modificata in stile neoclassico nel 1744, fu ristrutturata tra il 1930 e il 1932, realizzando anche una nuova facciata neoromanica. L'edificio, sviluppato su una pianta a tre navate affiancate da una cappella per lato, presenta un prospetto a salienti in mattoni e pietre, con tre portali d'ingresso sormontati da lunette; del tempio originario si conservano tre monofore strombate e una formella in terracotta sul lato sinistro, oltre a due absidi sul retro; all'interno la navata centrale è divisa da quelle laterali da ampie arcate a tutto sesto, rette da alti pilastri; di pregio risultano i lacerti di affreschi riaffiorati durante i restauri novecenteschi, risalenti al XIII secolo nella navatella destra e al XVI secolo nell'abside sinistra, ove furono eseguiti probabilmente da Alessandro Araldi.

#### Ex chiesa della Conversione di San Paolo a San Polo

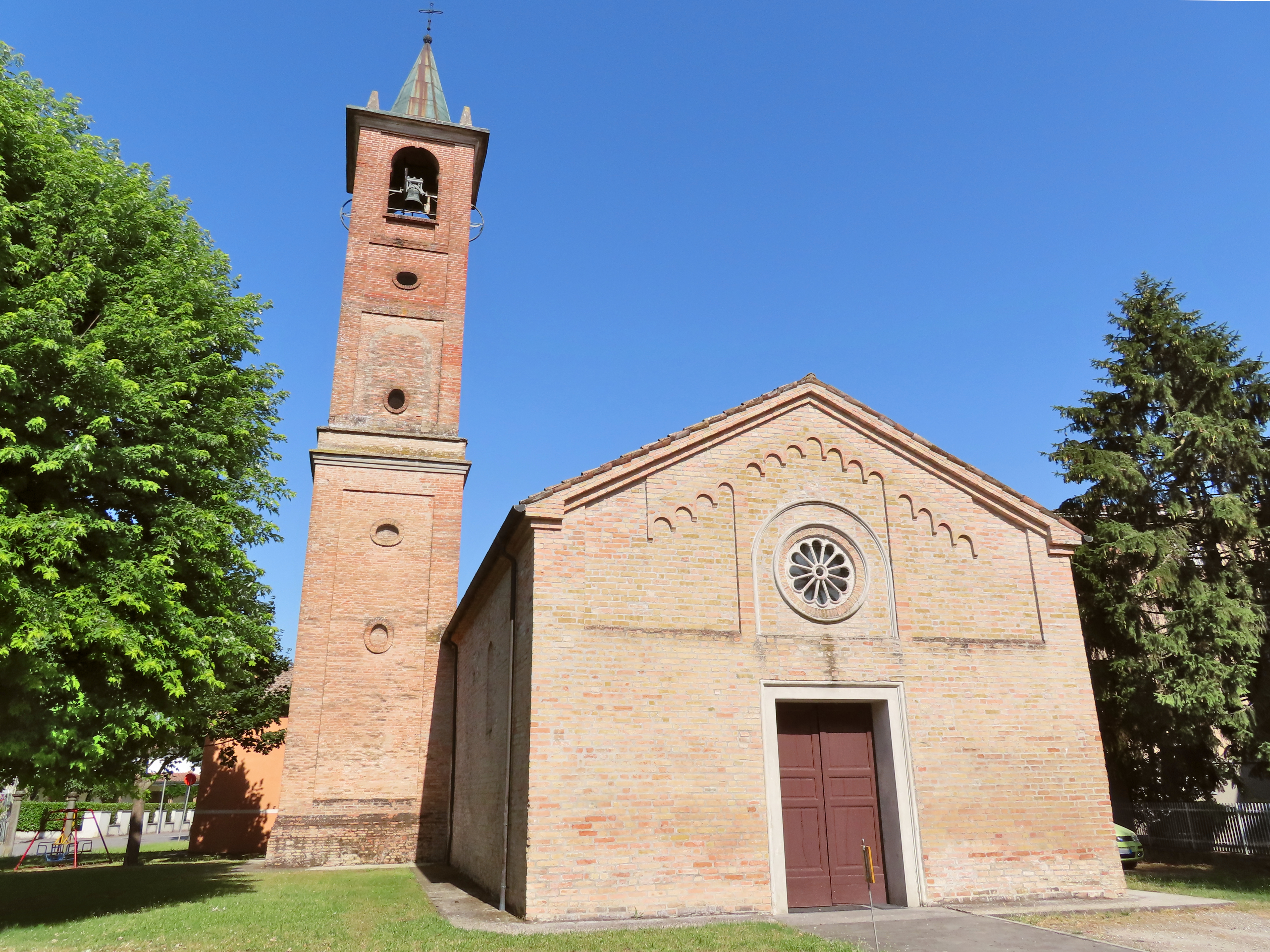
Ex chiesa della Conversione di San Paolo a San Polo

Menzionata per la prima volta nel 1005 tra i beni donati alle benedettine di San Paolo di Parma, la cappella di San Polo fu unita al monastero nel 1561 e gestita da un curato nominato dalle monache fino alla secolarizzazione del 1810; danneggiata da un fulmine nel 1840, fu restaurata nel 1843; completamente ristrutturata tra il 1943 e il 1949 riportando alla luce le linee romaniche, fu sconsacrata nel 1992 dopo la realizzazione della nuova chiesa. L'edificio, sviluppato su una pianta a navata unica, presenta una facciata a capanna in laterizio, coronata da una fascia ad archetti pensili medievali; sulla sinistra si erge su un alto basamento il campanile, sopraelevato verso la metà del XX secolo; all'interno l'aula, coperta da una serie di capriate lignee, si conclude nel presbiterio voltato a crociera, ove è conservata un'ancona lignea dorata tardo-seicentesca.

#### Chiesa di Sant'Andrea a Sant'Andrea

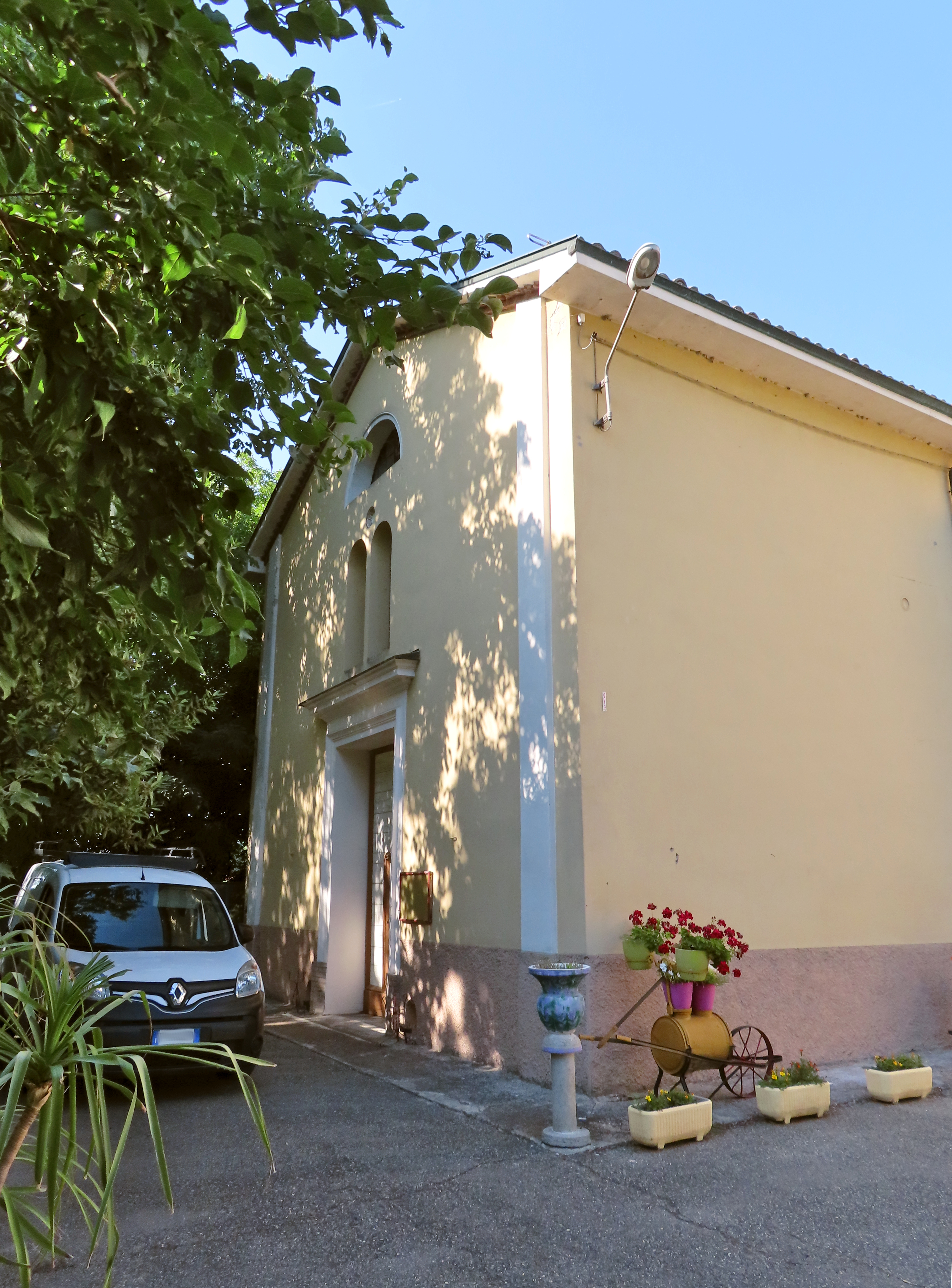
Chiesa di Sant'Andrea a Sant'Andrea

Menzionata per la prima volta nel 1191, la cappella di Sant'Andrea fu unita probabilmente nella seconda metà del XV secolo alla distrutta chiesa di Pietrabaldana; elevata a sede parrocchiale autonoma nel 1564, fu restaurata e decorata internamente nel 1939; ristrutturata nel 1965, fu benedetta dal vescovo di Parma Evasio Colli al termine dei lavori. L'edificio, sviluppato su una pianta a navata unica affiancata da una cappella per lato, presenta una facciata a capanna intonacata, illuminata da una bifora sormontata da una finestra a lunetta; all'interno l'aula, scandita lateralmente da una serie di lesene, si conclude nel presbiterio absidato, ornato sulla volta a botte e sul catino con affreschi eseguiti da Riccardo Vasini nel 1939.

#### Chiesa di San Siro a San Siro

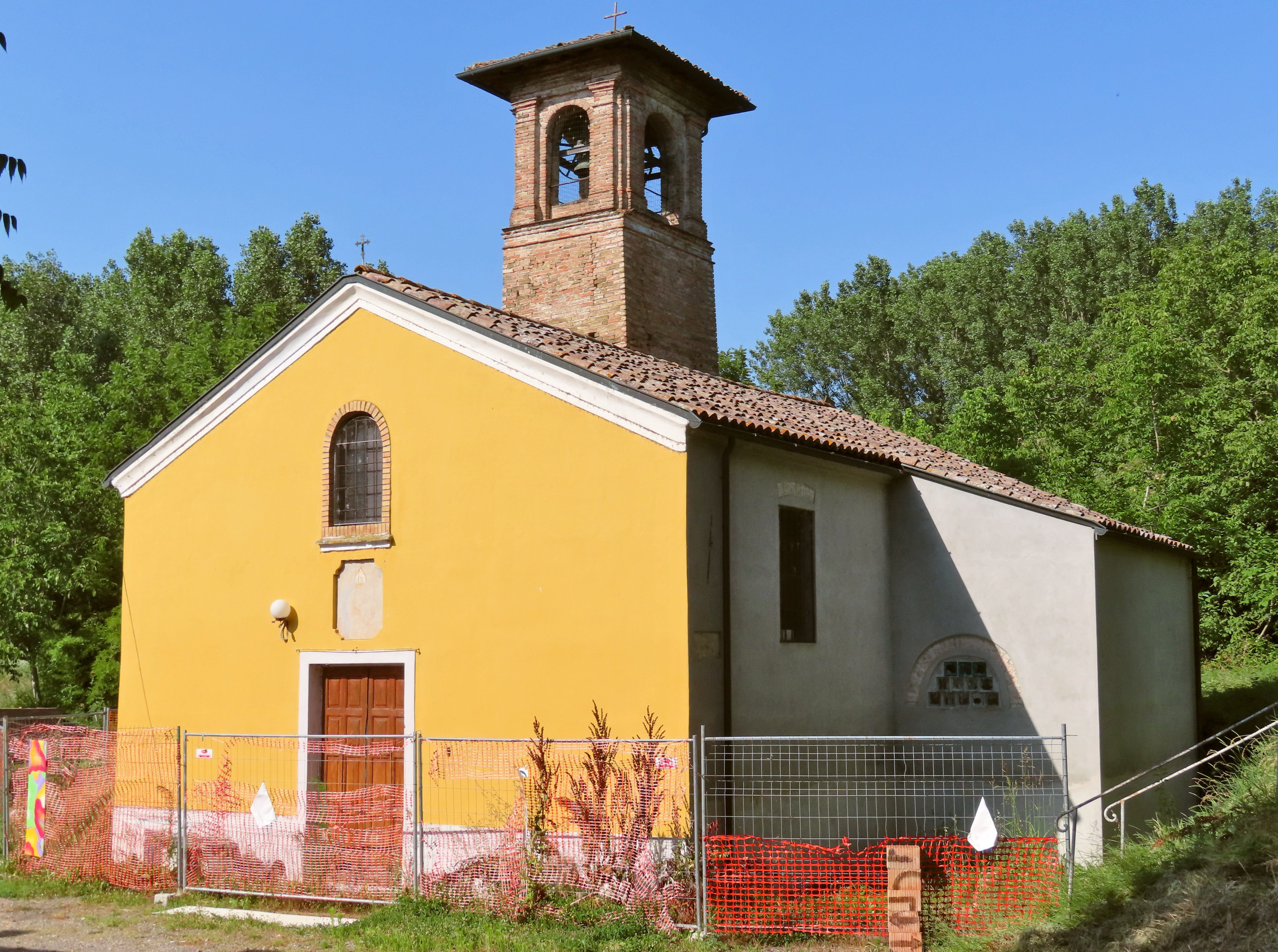
Chiesa di San Siro a San Siro

Menzionata per la prima volta nel 1230, la cappella di San Siro fu elevata a sede parrocchiale autonoma nel 1564; modificata a più riprese senza alterare la struttura originaria romanica, fu allagata in varie occasioni dalle acque del vicino torrente Parma, l'ultima delle quali nel 2014, e successivamente risistemata. L'edificio, sviluppato su una pianta a navata unica affiancata da una cappella per lato, presenta una semplice facciata a capanna intonacata; il campanile in laterizio si erge su un alto fusto quattrocentesco, sopraelevato nel XVII secolo; all'interno l'aula è coperta da una serie di capriate lignee.

### Architetture militari

#### Torre dei Baldichini
Edificata entro il XIII secolo dalla famiglia Baldichini probabilmente in località Torre, la fortificazione, unitamente al castello di Rivarolo e a numerose altre strutture difensive nel Parmense, fu distrutta nel 1297 per volere del Comune di Parma e mai più ricostruita.

### Architetture civili

#### Villa Vescovado
Costruita probabilmente nel XVIII secolo all'interno di un'enorme tenuta appartenente dal XVI secolo alla mensa vescovile di Parma, la villa fu acquisita nel 1762 dai conti Boscoli, unitamente ai terreni circostanti, che in seguito furono parzialmente frazionati tra numerosi proprietari; acquistata nel 1853 dalla famiglia Mazzini, fu alienata agli inizi del XX secolo al principe Franco Carrega di Lucedio; pervenuta in seguito alla Società Adriatica di assicurazioni, fu internamente ristrutturata. L'edificio, sviluppato su una pianta pressoché quadrata, si erge su tre livelli fuori terra; la simmetrica facciata presenta nel mezzo un porticato a tre arcate, sormontato dal balcone del piano nobile; in sommità, dal culmine del tetto si eleva una torretta; intorno si estende il parco, mentre a nord-ovest si elevano vari edifici a uso agricolo, costruiti in epoche diverse.

#### Villa Balduino Serra a Gainago

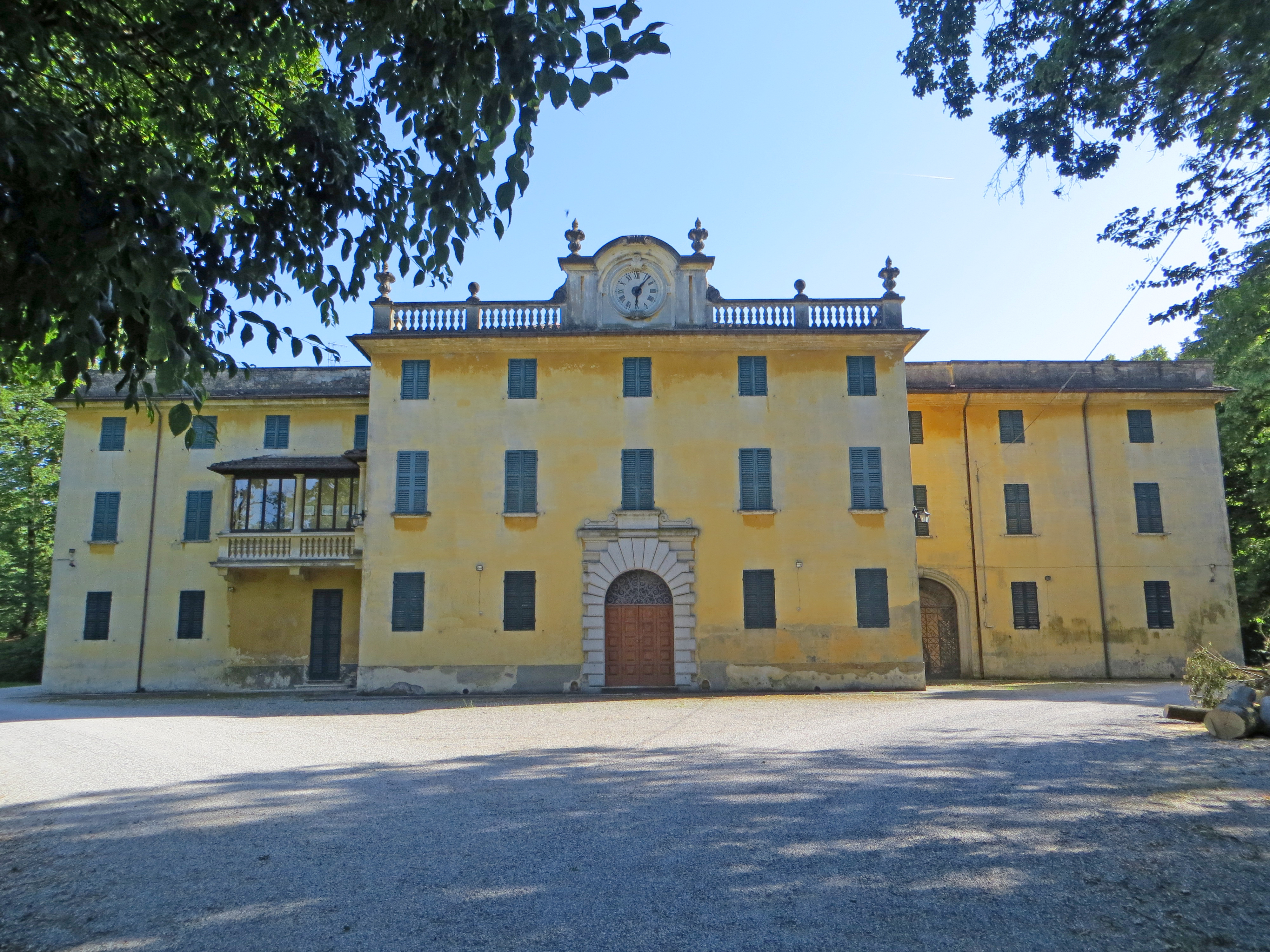
Villa Balduino Serra a Gainago

Costruita probabilmente agli inizi del XVIII secolo per volere dei conti Cantelli sul luogo di un precedente fabbricato, la villa di Gainago, unitamente alla vasta tenuta agricola circostante, fu alienata nel 1884 all'armatore genovese Giuseppe Balduino, che negli anni seguenti apportò numerose modifiche al fabbricato; ereditata dal figlio Domenico, passò in seguito alla figlia Emilia, moglie del marchese Giovanni Serra, indi ai suoi discendenti. La struttura, sviluppata su una pianta a U, si eleva su tre piani principali fuori terra e presenta una lunga facciata suddivisa in tre corpi, di cui quello centrale, in aggetto, coronato nel mezzo da un alto frontone mistilineo contenente un grande orologio; sul retro il cortile è affiancato a est e a ovest da due porticati coronati da terrazze; all'interno sono presenti numerose sale. Intorno si sviluppa il grande parco, riccamente piantumato con alberi d'alto fusto; a nord-ovest si conserva il rifugio antiaereo in calcestruzzo armato, costruito dall'esercito nazista che occupò la villa durante la seconda guerra mondiale. A sud-ovest sorge l'edificio duecentesco noto come la Torrazza, ove nacque nel XIII secolo il cardinale Gerardo Bianchi; la struttura, dominata da una torre, fu ristrutturata intorno al 1930 in stile neomedievale da Domenico Balduino.

### Aree naturali

#### Riserva naturale di Torrile e Trecasali

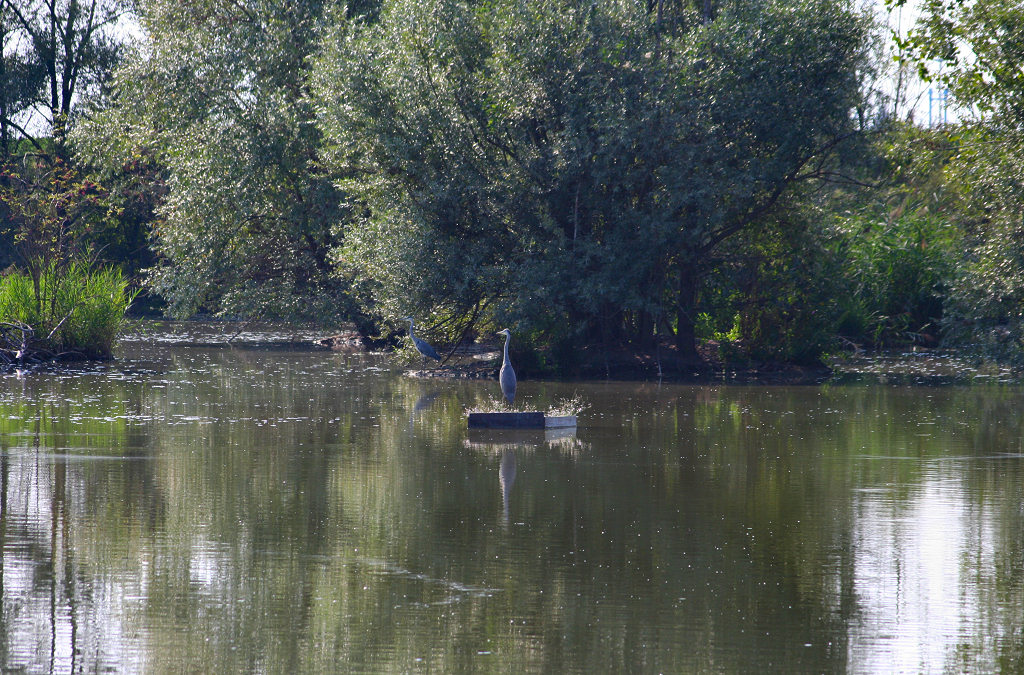
Riserva naturale di Torrile e Trecasali

Istituita nel 1987 dalla Lipu su un'area concessa in comodato dal vicino zuccherificio Eridania, l'oasi naturalistica fu ampliata nel 1991 e nel 1992, fino alla trasformazione nel 1997 in oasi faunistica, approvata dalla Provincia di Parma per un'estensione di 282 ettari; dotata negli anni seguenti di un centro per le visite con aule didattiche e capanni per le osservazioni, fu inserita dapprima nella Rete Natura 2000 e nel 2010 fu elevata a riserva naturale regionale. L'area, attraversata da sentieri nella boscaglia e bagnata dalle grandi vasche del vicino stabilimento, ospita otto capanni per le osservazioni di numerose specie di uccelli.

## Società

### Evoluzione demografica
Abitanti censiti

### Etnie e minoranze straniere
Al 31 dicembre 2023 la popolazione straniera è di 992 persone, pari al 12,68% dei residenti.

## Geografia antropica

### Frazioni
Il comune è composto dalle frazioni di San Polo (sede comunale), Gainago, Sant'Andrea, Vicomero, San Siro, Rivarolo, Bezze e Torrile (capoluogo).

## Economia
L'economia del comune si basa prevalentemente sull'agricoltura, favorita dalla presenza di vaste aree pianeggianti, coltivate e irrigate dai numerosi corsi d'acqua che attraversano la zona, e di numerosi allevamenti bovini. Importante è anche il settore secondario, sviluppato soprattutto nel vasto polo industriale di San Polo, in cui sorgono numerose ditte e attività artigianali nel campo della metalmeccanica, degli imballaggi, delle conserve alimentari, dei latticini e dei mangimi; le principali industrie sono le multinazionali Erreà, GlaxoSmithKline e Mercurio.

## Infrastrutture e trasporti
Il capoluogo sorge lungo la strada provinciale di Golese, mentre il centro di San Polo è attraversato da sud a nord dalla strada statale 343 Asolana, cui si affianca dal 2007 la tangenziale per Colorno.
Il territorio comunale è servito dalla stazione di Torrile-San Polo, situata nella frazione di San Polo lungo la ferrovia Brescia-Parma.

## Amministrazione

### Sindaci eletti dal Consiglio comunale
Di seguito è presentata una tabella relativa alle amministrazioni che si sono succedute in questo comune.
| Periodo        | Periodo        | Primo cittadino     | Partito         | Carica  | Note   |
| -------------- | -------------- | ------------------- | --------------- | ------- | ------ |
| 1859           | 1889           | Massimiliano Rossi  |                 | Sindaco |        |
| 1889           | 1902           | Eligio Dodero       |                 | Sindaco |        |
| 1902           | 1920           | Benedetto Mischi    |                 | Sindaco |        |
| 1920           | ?              | Lino Adorni         |                 | Sindaco |        |
| 1946           | 1947           | Probo Sommi         | centro-sinistra | Sindaco |        |
| 1947           | 1960           | Cesare Gennari      | centro-sinistra | Sindaco |        |
| 1960           | 1975           | Giuseppe Giuffredi  | centro-sinistra | Sindaco |        |
| 1975           | 6 agosto 1990  | Giovanni Buttarelli | PCI             | Sindaco | [ 45 ] |
| 10 agosto 1990 | 24 aprile 1995 | Sergio Giuffredi    | PCI-PDS         | Sindaco | [ 45 ] |

### Sindaci eletti direttamente dai cittadini
| Periodo        | Periodo        | Primo cittadino       | Partito                                                                                  | Carica  | Note   |
| -------------- | -------------- | --------------------- | ---------------------------------------------------------------------------------------- | ------- | ------ |
| 24 aprile 1995 | 14 giugno 1999 | Gian Carlo Pogliacomi | PDS-DS                                                                                   | Sindaco | [ 45 ] |
| 14 giugno 1999 | 14 giugno 2004 | Gian Carlo Pogliacomi | PDS-DS                                                                                   | Sindaco | [ 45 ] |
| 14 giugno 2004 | 8 giugno 2009  | Giovanni Buttarelli   | lista civica (area di centro-sinistra)                                                   | Sindaco | [ 45 ] |
| 8 giugno 2009  | 25 maggio 2014 | Andrea Rizzoli        | centro-destra: PdL, Forza Italia, Lega Nord                                              | Sindaco | [ 45 ] |
| 25 maggio 2014 | 27 maggio 2019 | Alessandro Fadda      | lista civica Torrile obiettivo comune, sostenuta da Rifondazione Comunista, SEL, PSI, PD | Sindaco | [ 45 ] |
| 27 maggio 2019 | 8 giugno 2024  | Alessandro Fadda      | lista civica Torrile obiettivo comune, Sinistra, PD                                      | Sindaco | [ 45 ] |
| 9 giugno 2024  | in carica      | Alessandro Fadda      | lista civica Torrile obiettivo comune                                                    | Sindaco | [ 45 ] |